# Kombé II
Pour les articles homonymes, voir Kombé.
Kombe II est un village de la Région du Littoral du Cameroun, situé dans la commune de Ndom. 

## Population et développement
En 1967, la population de Kombe II était de 519 habitants, essentiellement des Babimbi du peuple Bassa. La population de Kombe II était de 268 habitants dont 144 hommes et 124 femmes, lors du recensement de 2005.  